# Abd al-Aziz al-Umari
Abdulazīz al-Omarī (in arabo عبدالعزيزالعمري‎?, ‘Abdulazīz al-Omarī; Provincia di 'Asir, 28 maggio 1979 – New York, 11 settembre 2001) è stato un terrorista saudita.
Fu uno dei 5 dirottatori suicidi del volo American Airlines 11, schiantatosi contro la Torre Nord del World Trade Center durante gli attentati dell'11 settembre 2001.

## Biografia
Proviene dalla Provincia di 'Asir, una regione povera al confine con lo Yemen. Secondo un rapporto della CIA del 2003, era laureato presso la Università Imam Muhammad Ibn Sa'ud, era sposato ed aveva una figlia.                                                                                                                                                                                   In gioventù servì come Imam presso la sua moschea in Arabia Saudita e, secondo le autorità americane, fu uno studente di un religioso saudita salafita di nome Sulaiman al-Alwan, la cui moschea si trova nella provincia di al-Qasim.
al-Omari viene addestrato in Afghanistan, nel campo di Al-Farooq a Kandahar, gestito da Al-Qaida, e poi assegnato a servizi armati di protezione dell'aeroporto di Kandahar.
Conosciuto durante i preparativi come Abu Abbas al-Janoubi, nella primavera del 2001 si fa filmare in un video in cui annuncia la sua decisione di sacrificarsi come attentatore suicida e ringrazia Osama Bin Laden per l'addestramento ricevuto; nel video afferma: "Lo scrivo con la mia piena coscienza e lo scrivo in attesa della fine, che è vicina. Una fine che è davvero un inizio". Egli implora gli Stati Uniti a "Togliere le loro mani dalla terra degli arabi". Afferma poi: "Allah elogi tutti quelli che mi hanno formato e mi hanno aiutato, vale a dire il leader Sheikh Osama Bin Laden. Allah lo benedica. Allah possa accettare le nostre azioni". Il filmato verrà diffuso da Al Jazeera nel settembre del 2002.

## Gli attacchi
Secondo la Commissione dell'11 settembre, al-Omari entrò negli Stati Uniti il 29 giugno 2001, con un volo Dubai-New York, in compagnia di Salem al-Hazmi, per entrare negli USA utilizzò una Visa Express.                                                                                                                                                                                                                                 Apparentemente, abitò con altri terroristi a Paterson in New Jersey, prima di trasferirsi al 4032 57th Terrace a Vero Beach, Florida.
Il 10 settembre 2001, Mohamed Atta va a prendere al-Omari al Milner Hotel di Boston con una Nissan Altima blu noleggiata e i due si recano al Comfort Inn a South Portland in Maine, dove arrivano alle 5:45 del pomeriggio. Trascorrono la loro ultima notte in modo apparentemente normale: si fermano a mangiare 15 minuti da Pizza Hut e comprano qualcosa al Walmart vicino al loro albergo; intorno alle 20:41 Atta e al-Omari vengono ripresi dalla telecamera di un bancomat di Portland.  

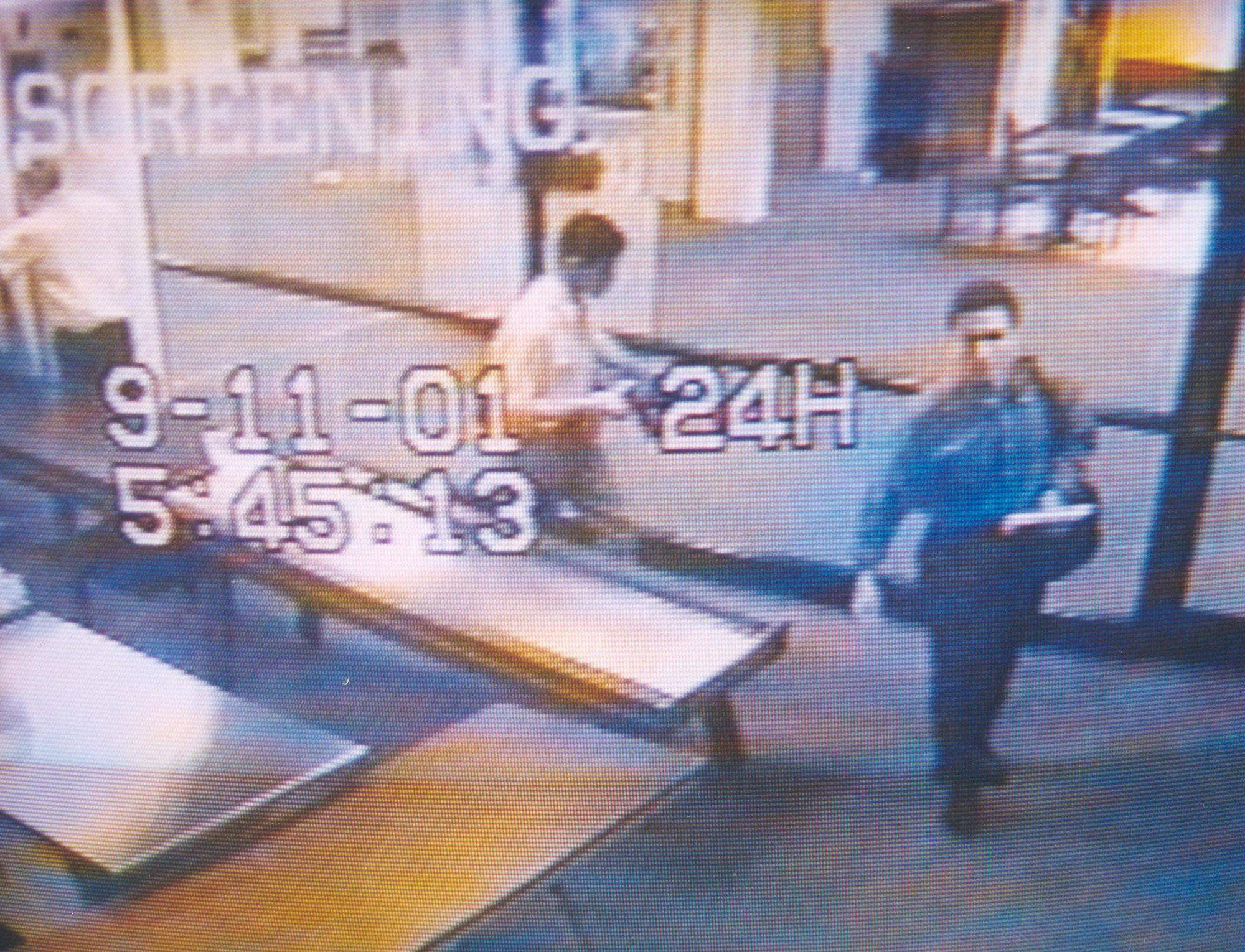
al-Omari (a sinistra) e Atta al Portland International Jetport la mattina dell'11 settembre.

Il mattino dell'11 settembre, alle 5:33 al-Omari e Atta lasciano l'albergo e arrivano al Portland International Jetport alle 5:40. In aeroporto, Atta imbarca al check-in due bagagli, mentre al-Omari nessuno. Atta viene selezionato per un controllo addizionale del suo bagaglio, che supera senza problemi. I due si imbarcano sul volo delle ore 6:00 della Colgan Air per Boston. Successivamente, Michael Tuohey, un dipendente aeroportuale dichiarò che Atta e al-Omari sembravano strani ed inusuali, in particolare parlò di Atta dicendo che "camminava come un morto vivente e sembrava molto arrabbiato", mentre di al-Omari disse che sapeva a malapena parlare inglese e che "aveva un goffo sorriso in volto, come se non sapesse che quel giorno sarebbe morto". Tuohey disse poi: "Sembravano due terroristi arabi, ma mi rimproverai per lo stereotipo e non feci nulla". Atta e al-Omari arrivano a Boston alle 6:45. Alle 7:45 i due si imbarcano insieme agli altri dirottatori sul volo American Airlines 11. al-Omari occupa il posto 8G.
Durante il dirottamento, al-Omari e Atta uccidono i piloti: Atta prende i comandi, mentre al-Omari, che aveva fatto esperienze di simulatori di volo con Mohand al-Shihri e Saeed al-Ghamdi, siede al posto del copilota, mentre i fratelli al-Shihri e Satam al-Suqami costringono i passeggeri a spostarsi verso la coda dell'aereo.                                                                                                                                                                                                                                                                               Il volo 11 dell'American Airlines si schianta alle 8:46:28 contro la Torre Nord del World Trade Center.